# Démétrius III d'Abkhazie
Pour les articles homonymes, voir Démétrius.
Démétrius III d’Abkhazie (en géorgien : დემეტრე III, Demetre III) est roi d'Abkazie de 967 à 975.

## Biographie
Démétrius III est le troisième fils du roi Georges II d'Abkhazie. Il succède à son frère Léon III d'Abkhazie, mort sans héritier.
Un parti de nobles se rassemble et fait appel à son frère cadet Théodose, qui vit en exil à Byzance, afin qu’il fasse valoir ses droits au trône. Le prétendant et ses partisans sont rapidement vaincus par Démétrius III, et il doit se réfugier dans un premier temps au Karthli chez le mthawar Adarnassé, puis auprès de David le Grand Curopalate où il demeure un an, et enfin chez Kviriké II de Kakhétie. 
Demétrius III réussit à convaincre ce dernier d’organiser une réconciliation avec son frère qui accepte de rentrer en Abkhazie avec des garanties sur sa sécurité personnelle confirmées par serments devant le Catholicos et le clergé.
Au bout de quelque temps, Démétrius III soupçonne son frère de comploter de nouveau et selon la Chronique géorgienne, « oubliant le nom de Dieu pris à témoin viole ses serments » et fait aveugler Théodose. Ce parjure soulève la réprobation générale de la population mais Démétrius III conserve son trône jusqu’à sa mort. Théodose III l’Aveugle est alors appelé à lui succéder.